# Cerophysella
Cerophysella là một chi bọ cánh cứng trong họ Chrysomelidae.
Chi này được Laboissiere miêu tả khoa học năm 1930.

## Các loài
Các loài trong chi này gồm:
- Cerophysella basalis (Baly, 1874)
- Cerophysella ceylanica (Allard, 1889)
- Cerophysella laosensis Kimoto, 1989
- Cerophysella tonkinensis Laboissiere, 1930
- Cerophysella viridipennis (Allard, 1889)